# 12342 Kudohmichiko
12342 Kudohmichiko este un asteroid din centura principală de asteroizi.

## Descriere
12342 Kudohmichiko este un asteroid din centura principală de asteroizi. A fost descoperit pe 30 ianuarie 1993 la Yatsugatake de Yoshio Kushida și Osamu Muramatsu. Asteroidul prezintă o orbită caracterizată de o semiaxă mare de 2,36 ua, o excentricitate de 0,16 și o înclinație de 4,1° în raport cu ecliptica.